# Kajakarstwo na Letnich Igrzyskach Olimpijskich 2012 – K-1 1000 m mężczyzn
K-1 1000 metrów mężczyzn to jedna z konkurencji w kajakarstwie klasycznym rozgrywanych podczas Letnich Igrzysk Olimpijskich 2012. Kajakarze rywalizowali między 6 a 8 sierpnia na torze Dorney Lake.

## Rekordy
|                   | Zawodnik           | Czas     | Data             | Miejsce |
| ----------------- | ------------------ | -------- | ---------------- | ------- |
| Rekord świata     | Max Hoff           | 3:22.485 | 17 czerwca 2011  | Belgrad |
| Rekord olimpijski | Eirik Verås Larsen | 3:25.897 | 23 sierpnia 2004 | Ateny   |

## Terminarz
| Data            | Godzina |            |
| --------------- | ------- | ---------- |
| 6 sierpnia 2012 | 9:30    | Eliminacje |
| 6 sierpnia 2012 | 10:58   | Półfinały  |
| 8 sierpnia 2012 | 9:30    | Finały     |

## Wyniki

### Eliminacje
Pięciu najlepszych kajakarzy z każdego biegu i najszybszy zawodnik z szóstego miejsca awansują do półfinałów.
Wyniki:
Bieg 1
| Pozycja | Tor | Zawodnik           | Czas     | Uwagi |
| ------- | --- | ------------------ | -------- | ----- |
| 1       | 5   | Adam van Koeverden | 3:28.697 | Q     |
| 2       | 4   | Marko Tomićević    | 3:30.693 | Q     |
| 3       | 6   | Mirosław Kirczew   | 3:30.768 | Q     |
| 4       | 8   | Jorge García       | 3:30.852 | Q     |
| 5       | 3   | Tim Brabants       | 3:31.869 | Q     |
| 6       | 1   | Paweł Nikołajew    | 3:35.466 |       |
| 7       | 7   | Maximilian Benassi | 3:35.543 |       |
| 8       | 2   | Joshua Utanga      | 4:32.064 |       |

Bieg 2
| Pozycja | Tor | Zawodnik            | Czas     | Uwagi |
| ------- | --- | ------------------- | -------- | ----- |
| 1       | 5   | Anders Gustafsson   | 3:34.419 | Q     |
| 2       | 6   | Ben Fouhy           | 3:35.610 | Q     |
| 3       | 4   | Aleh Jurenia        | 3:36.012 | Q     |
| 4       | 2   | Zhou Yubo           | 3:36.994 | Q     |
| 5       | 3   | Francisco Cubelos   | 3:37.791 | Q     |
| 6       | 7   | Ahmad Reza Talebian | 3:39.504 |       |
| 7       | 8   | Mostafa Mansour     | 4:09.651 |       |

Bieg 3
| Pozycja | Tor | Zawodnik            | Czas     | Uwagi |
| ------- | --- | ------------------- | -------- | ----- |
| 1       | 6   | René Holten Poulsen | 3:30.284 | Q     |
| 2       | 4   | Max Hoff            | 3:30.709 | Q     |
| 3       | 5   | Eirik Verås Larsen  | 3:31.288 | Q     |
| 4       | 2   | Mohamed Mrabet      | 3:32.204 | Q     |
| 5       | 8   | Cyrille Carré       | 3:32.705 | Q     |
| 6       | 3   | Murray Stewart      | 3:32.768 | q     |
| 7       | 7   | Marek Krajčovič     | 3:39.649 |       |

### Półfinały
Czterech najlepszych kajakarzy z każdego półfinału awansuje do finału. Pozostali zawodnicy wezmą udział w finale B.
Wyniki:
Półfinał 1
| Pozycja | Tor | Zawodnik            | Czas     | Uwagi |
| ------- | --- | ------------------- | -------- | ----- |
| 1       | 5   | Adam van Koeverden  | 3:28.209 | Q     |
| 2       | 3   | Eirik Verås Larsen  | 3:29.547 | Q     |
| 3       | 4   | René Holten Poulsen | 3:30.247 | Q     |
| 4       | 1   | Tim Brabants        | 3:30.769 | Q     |
| 5       | 7   | Mirosław Kirczew    | 3:30.818 |       |
| 6       | 6   | Ben Fouhy           | 3:32.572 |       |
| 7       | 2   | Zhou Yubo           | 3:36.163 |       |
| 8       | 8   | Cyrille Carré       | 3:38.981 |       |

Półfinał 2
| Pozycja | Tor | Zawodnik          | Czas     | Uwagi |
| ------- | --- | ----------------- | -------- | ----- |
| 1       | 6   | Max Hoff          | 3:29.294 | Q     |
| 2       | 3   | Aleh Jurenia      | 3:29.825 | Q     |
| 3       | 5   | Anders Gustafsson | 3:31.149 | Q     |
| 4       | 1   | Francisco Cubelos | 3:31.833 | Q     |
| 5       | 2   | Jorge García      | 3:31.937 |       |
| 6       | 8   | Murray Stewart    | 3:32.975 |       |
| 7       | 4   | Marko Tomićević   | 3:43.589 |       |
| 8       | 7   | Mohamed Mrabet    | 3:44.545 |       |

### Finały
Wyniki:

#### Finał B
| Pozycja | Tor | Zawodnik         | Czas     |
| ------- | --- | ---------------- | -------- |
| 1       | 4   | Jorge García     | 3:29.938 |
| 2       | 2   | Marko Tomićević  | 3:30.754 |
| 3       | 5   | Mirosław Kirczew | 3:33.051 |
| 4       | 1   | Cyrille Carré    | 3:33.513 |
| 5       | 8   | Mohamed Mrabet   | 3:33.515 |
| 6       | 3   | Ben Fouhy        | 3:34.710 |
| 7       | 7   | Zhou Yubo        | 3:36.110 |
| 8       | 6   | Murray Stewart   | 3:40.834 |

#### Finał A
| Pozycja | Tor | Zawodnik            | Czas     |
| ------- | --- | ------------------- | -------- |
| złoto   | 3   | Eirik Verås Larsen  | 3:26.462 |
| srebro  | 5   | Adam van Koeverden  | 3:27.170 |
| brąz    | 4   | Max Hoff            | 3:27.759 |
| 4       | 7   | René Holten Poulsen | 3:29.483 |
| 5       | 2   | Anders Gustafsson   | 3:29.919 |
| 6       | 6   | Aleh Jurenia        | 3:32.396 |
| 7       | 8   | Francisco Cubelos   | 3:32.521 |
| 8       | 1   | Tim Brabants        | 3:34.833 |